# 152 Atala
152 Atala (mednarodno ime je tudi 152 Atala) je velik asteroid tipa I  v glavnem asteroidnem pasu. 

## Odkritje
Asteroid je odkril francoski astronom P. P. Henry (1848 – 1905) 2. novembra 1875 .
Ime ima po osebi iz romana Atala, ki ga je napisal François-René de Chateaubriand

## Lastnosti
Asteroid Abundancija obkroži Sonce v 5,56 letih. Njegova tirnica ima izsrednost 0,075, nagnjena pa je za 12,113° proti ekliptiki. Njegov premer je med 71 in 122 km, okoli svoje osi pa se zavrti v 6,246 h .